# Élie Marchal
Élie Marchal ( 1839 - 1923 ) fue un botánico belga, nacido en Francia de padres belgas. Hasta los catorce años estudia en Ebly. Y dadas sus precoces inclinaciones de estudio lo envían a Neufchateau. Se gradúa de docente de enseñanza media en 1861, recorriendo el país para dar cátedra. Llegaría a profesor honorario de las Escuelas Normales del Estado y de la ciudad de Bruselas
Luego trabajaría extensamente en el Herbario del Jardín botánico del Estado, llegando a curador honorario.

## Algunas publicaciones
- 1861. Hederaceae. Exposuit E. Marchal
- Marchal, E. 1885. Champignons coprophiles de Belgique. Bulletin de la Société Royale de Botanique de Belgique 24 (1): 57-77
- 1906. Recherches expérimentales sur la sexualité des spores chez les mousses dioïques
- Marchal, E. 1939. Observations et récherches effectuées à la Station de Phytopathologie de l’État pendant l’année 1939-40. Bulletin de l’Institut Agronomique de Gembloux 8: 77-85

- Marchal, E; Steyaert, R.-L. 1929. Contribution à l'étude des champignons parasites des plantes au Congo Belge. Bulletin de la Société Royale de Botanique de Belgique 61: 160-171, 2 planchas

### Libros
- Dallière, A; CA Cogniaux; E Marchal. 1873. Les Plantes ornementales à feuillage panaché et coloré. Obra editada por A. Dallière ... y dirigida por Alfred Cogniaux & Élie Marchal. Planchas cromolitografiadas, con texto explicatorio
- La abreviatura «Marchal» se emplea para indicar a Élie Marchal como autoridad en la descripción y clasificación científica de los vegetales.[1]